# Cirsium reglense
Cirsium reglense là một loài thực vật có hoa trong họ Cúc. Loài này được Sch.Bip. ex Klatt mô tả khoa học đầu tiên năm 1888.